# Chiloschista rodriguezii
Chiloschista rodriguezii är en orkidéart som beskrevs av William Cavestro och Paul Ormerod. Chiloschista rodriguezii ingår i släktet Chiloschista och familjen orkidéer.
Artens utbredningsområde är Thailand. Inga underarter finns listade i Catalogue of Life.